# Parz (Gemeinden Grieskirchen, Schlüßlberg)
Parz ist ein Ort im Hausruckviertler Hügelland in Oberösterreich, und
Ortschaft und Katastralgemeinde der Stadtgemeinde Grieskirchen sowie Ortschaft der Gemeinde Schlüßlberg im Bezirk Grieskirchen.

## Geographie

### Ortschaft Parz
Der Ort Parz befindet sich direkt östlich von Grieskirchen, 1½ Kilometer vom Zentrum entfernt. Er liegt in einem linken Nebentälchen der Trattnach, das vom etwa 1500 Meter langen Kehrbach entwässert wird, auf um die 350–400 m ü. A. Höhe.
Die beiden Ortschaften umfassen knapp 30 Gebäude mit etwa 90 Einwohnern. Der weitaus überwiegende Teil sind zerstreute Häuser, die zur Gemeinde Grieskirchen gehören, entlang der Straße über den Annaberg (diese Häuser gehören schon so gut wie zur Stadt Grieskirchen), um das Schloss, den Kehrbach auswärts und einwärts und bei Schamosberg nördlich oberhalb. Dort gehören zwei Häuser zu Schlüßlberg, die zusammen mit einem Weiteren beim Schloss eine eigene Ortschaft bilden.

### Katastralgemeinde Parz
Zur umfangreicheren Katastralgemeinde Parz mit 427,5 Hektar gehören südlich auch der Osten der Stadt Grieskirchen am Annaberg, um den Bahnhof und das Industriegelände und die Häuser jenseits der Innviertler Straße (B137) bis an die Trattnach (und sogar einige Grundstück am anderen Ufer), sowie nordwestlich die Ortschaft Kickendorf und die Siedlung Lanzenberg von Grieskirchen (mit Wiesenstraße).

### Nachbarorte, -ortschaften und -katastralgemeinden
| Kickendorf (O, Gem. Grieskirchen)                                  | Forsthof (KG, Gem. Pollham) Schamosberg                            | Pollham (KG, Gem. Pollham)                                   |
| Tollet (KG, Gem. Tollet) Grieskirchen (O u. KG, Gem. Grieskirchen) | Kompassrose, die auf Nachbargemeinden zeigt                        | Pfleg (KG) Fürth (O) (beide Gem. Schlüßlberg)                |
| Manglburg (KG, Gem. Grieskirchen)                                  | Kehrbach (O, Gem. Schlüßlberg) ∗ Trattenegg (KG, Gem. Schlüßlberg) | Weinberg (O u. KG) Schlüßlberg (KG) (beide Gem. Schlüßlberg) |

∗ Ortsteile auch in Grieskirchen

## Geschichte

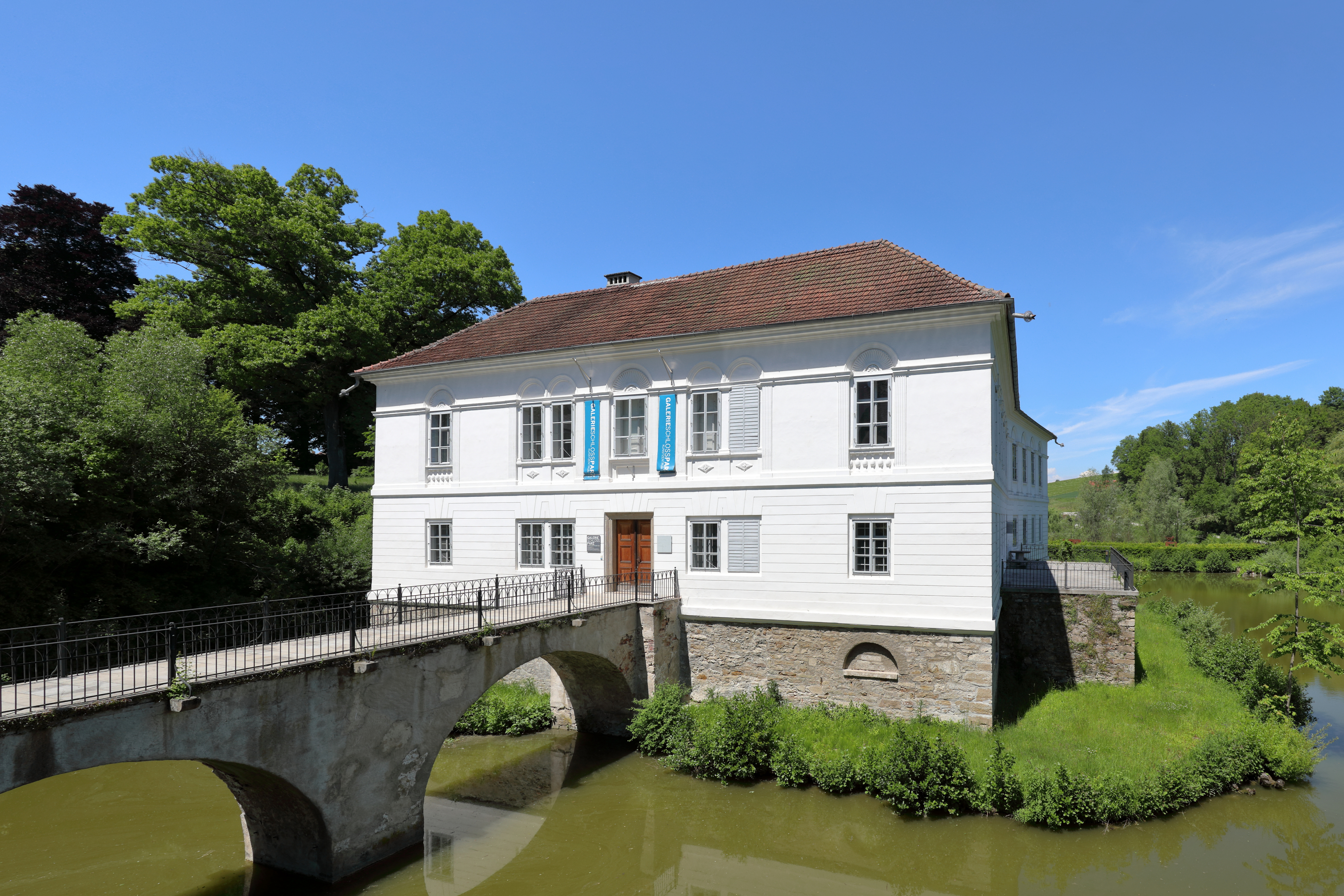
Wasserschloss Parz

Der Name steht vermutlich zu einem mittelhochdeutsch-ostmittelbairischen Wort Parze=steiniger [niedrig] bewachsener Hügel, das als Ortsname besonders in Oberösterreich vertreten ist. Der Name findet sich erstmals um 1340, und könnte die Burgstelle des Wasserschlosses im sonst auigen, von Fischteichen geprägten Kehrbachtal beschreiben. Der zugehörige Parzerberg ist noch um 1830 östlich oberhalb verortet, findet sich heute aber als Adresse südlich am Annaberg. Parzerfeld nannte man früher die Flurlage nordwestlich des Schlosses.
Kern der Siedlung ist die Wasserburg Parz, die 1220 erstmals urkundlich erwähnt ist. Sie gehörte bis 1393 den Lehrbühlern (Lehrböllern), dann den Jörger (von Tollet) und kam 1400 an die Oberhaimer und darauf die Pirchinger. Rundherum entwickelten sich in lockerer Lage einige Wirtschaftshöfe. Die heutige Katastralgemeinde stellt wohl die Hofmark der Burg dar. Ein beträchtlicher Zehnt ging zeitweise von hier auch an das Domkapitel zu Passau.
Kollomann Oberhaimer ließ 1468 die St.-Anna-Kapelle erbauen, nach der der Annaberg heißt. Sie gehörte meist zum Schloss.

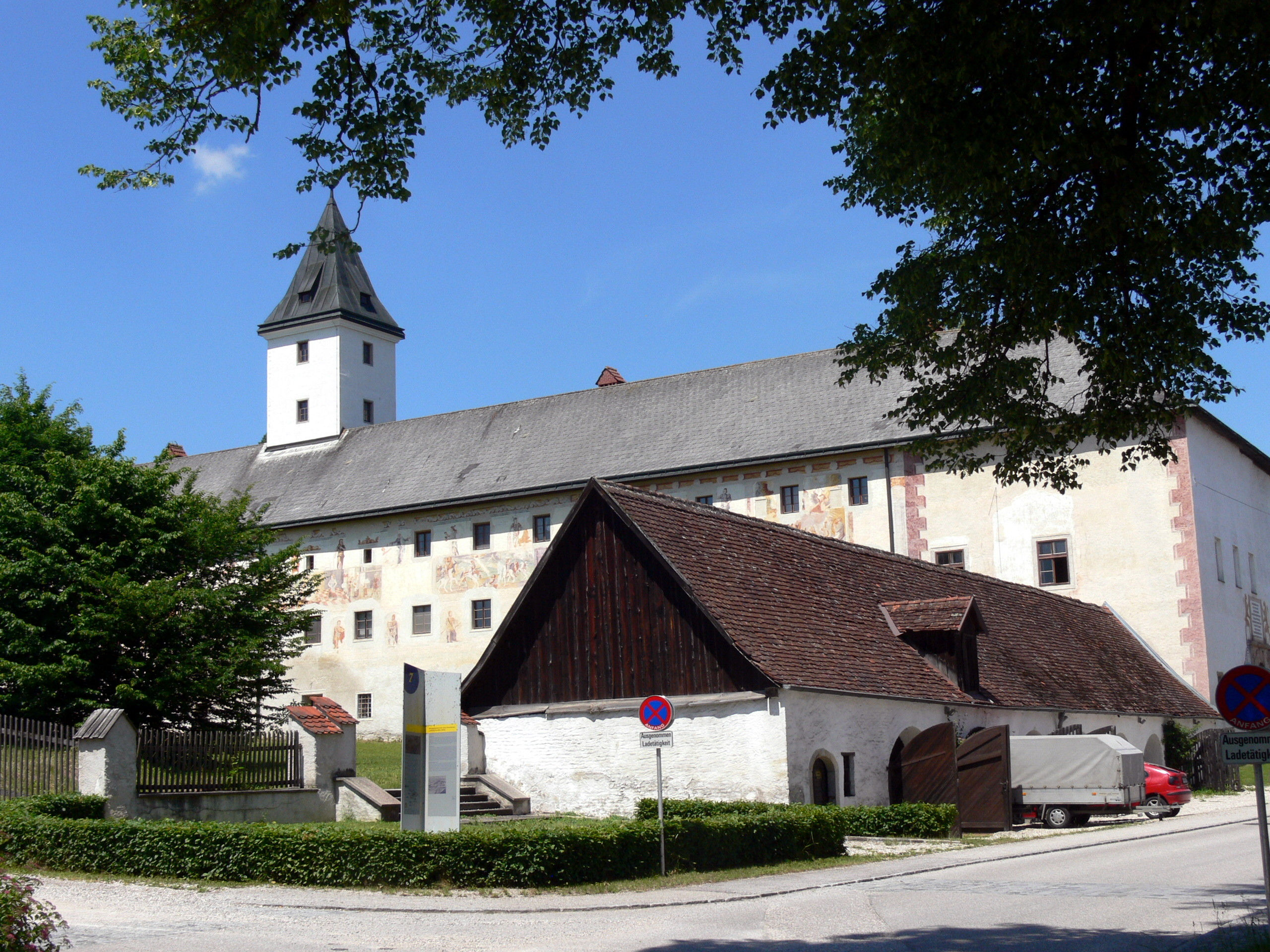
Schloss Parz

1514 kam die Herrschaft Parz in den Besitz der Pollheimer. Die hatten schon 1398 Burg Tegernbach erworben, eine der ältesten und besten Burgen Österreichs ob der Enns. Anlässlich des Kaufes von Parz vereinten sie die beiden Herrschaften, rissen das wohl schon ungemütlich gewordene Tegernbach ab und erbauten direkt beim Wasserschloss ein neues Schloss, Neu-Tegernbach genannt, heute schlicht (Land-)Schloss Parz. 1644 ging Parz in den Besitz der Pálffy, dann Harrach, Verdenberg, und 1651 an die Weißenwolff, die das Schloss bis in das 20. Jahrhundert besaßen.
Pestepidemien sind für Grieskirchen von 1585 und 1714/15 bekannt.
Während der Napoleonischen Zeit 1810–1816 wurde Grieskirchen Bayern zugeschlagen und war Grenzstadt, Parz selbst blieb österreichisch.
Per 1. Jänner 1851 wurde die politische Gemeinde Parz geschaffen. Sie umfasste anfangs die Katastralgemeinden Parz, Pfleg und Weinberg. Am 6. September 1873 wurde die politische Gemeinde Schlüßlberg (seinerzeit die Katastralgemeinden Schlüßlberg und Atschenbach umfassend) aufgelöst und zu Parz dazugenommen.
1861 wurde die auch Kaiserin-Elisabeth-Bahn genannte Passauer Bahn erbaut und hier der Bahnhof Grieskirchen-Gallspach errichtet (Eröffnung 1. September).
Der Bahnhof wurde besonders in den frühen 1920er Jahren als Anschluss an den Kurort Gallspach wichtig. So hielt hier der legendäre Oostende-Wien-Express.
Mit 12. September 1938, als nach dem Anschluss allerorten in Österreich Großgemeinden gebildet wurden, wurde noch die Katastralgemeinde Trattenegg von der Gemeinde Mangelburg hinzugenommen, die Katastralgemeinde Parz selbst kam aber zu Grieskirchen. Per 23. Juli 1939 wurde diese Gemeinde ohne zugehörigen Hauptort dann auf Schlüßlberg umbenannt. 1938 wurde auch die Bahnstrecke mit einem zweiten Gleis versehen.
1954/1955 wurde die Bahn elektrifiziert (Betrieb ab 22. Mai 1955). Seit den 1990er Jahren, als Gallspach wegen gestrichener deutscher Auslandskuraufenthalte nicht mehr angefahren wurde, halten keine Schnellzüge mehr.
Heute ist der Ort im Südosten mit der Stadt Grieskirchen verwachsen, und das Gebiet im Trattnachtal um den Bahnhof gehört zur Ortschaft Grieskirchen.
Die Schlösser sind Besitz der Messerschmitt Stiftung und werden für Ausstellungen, Veranstaltungen und Tagungen, Büroräumlichkeiten und Gastronomie genutzt. 2010 fand hier die Oberösterreichische Landesausstellung Renaissance und Reformation statt.

### Bevölkerungsentwicklung
|              | Krld. Österr. o.d.Enns (Kthm. Österr.) | Österr. o.d.Enns (Kgr. Bay.) | Krld. Ö.o.d.Enns (Kthm. Österr. / Österr.- Ugrn.) | Krld. Ö.o.d.Enns (Kthm. Österr. / Österr.- Ugrn.) | Bld. Oberösterreich (Rep. Österr.) | Bld. Oberösterreich (Rep. Österr.) | Bld. Oberösterreich (Rep. Österr.) | Bld. Oberösterreich (Rep. Österr.) | Bld. Oberösterreich (Rep. Österr.) | Bld. Oberösterreich (Rep. Österr.) | Bld. Oberösterreich (Rep. Österr.) |
|              | 1809                                   | 1811                         | 1825                                              | 1869                                              | 1951                               | 1961                               | 1971                               | 1981                               | 1991                               | 2001                               | 2011                               |
| Ort Parz     | −                                      |                              | 107                                               | 154                                               |                                    |                                    |                                    |                                    |                                    | 83                                 | 80                                 |
| Ort Parz     | 22                                     |                              | 23                                                | 23                                                |                                    |                                    |                                    |                                    |                                    | 26                                 |                                    |
| Grieskirchen |                                        | 65                           |                                                   |                                                   | 257                                | 212                                | 96                                 | 71                                 | 55                                 | 76                                 | 71                                 |
| Grieskirchen |                                        | 11                           |                                                   |                                                   | 27                                 | 32                                 | 17                                 | 18                                 | 19                                 | 23                                 |                                    |
| Schlüßlberg  |                                        |                              |                                                   |                                                   |                                    |                                    |                                    |                                    |                                    | 7                                  | 9                                  |
| Schlüßlberg  |                                        |                              |                                                   |                                                   |                                    |                                    |                                    |                                    | 3                                  |                                    |                                    |

1811: Bayerischer Ortschaftsbestandteil 
ab 1971: ohne die zur Ortschaft Grieskirchen gerechneten Teile

### Bürgermeister von Parz
Nach der Gemeindegründung 1851 wurde 1855 ein erster Bürgermeister bestellt. Das Amt wurde ab 1. Jänner 1942 als Bürgermeister von Schlüßlberg fortgesetzt.
| seit               |                    |      |
| ------------------ | ------------------ | ---- |
| 1. Januar 1855     | Johann Größwang    |      |
| 1. Januar 1858     | Johann Hofer       |      |
| 28. Januar 1861    | Adam Haberfellner  |      |
| 11. Oktober 1864   | Michael Rabmayr    |      |
| 9. November 1867   | Johann Aigner      |      |
| 12. November 1870  | Johann Edlbauer    |      |
| 22. Juni 1873      | Anton Kienbauer    |      |
| 7. Dezember 1876   | Josef Mühlehner    |      |
| 29. Juni 1879      | Franz Aigner       |      |
| 5. Juli 1882       | Johann Spitzbart   |      |
| 6. August 1885     | Andreas Kröswang   |      |
| 8. Juli 1888       | Thomas Aigner      |      |
| 12. Juli 1891      | Johann Oberhumer   |      |
| 22. Juli 1894      | Mathias Hattinger  |      |
| 13. Dezember 1897  | Johann Ennsberger  |      |
| 19. Juli 1900      | Leopold Jungwirth  |      |
| 2. Juli 1903       | Johann Ennsberger  | (2.) |
| 19. Juni 1906      | Johann Jedinger    |      |
| 11. Januar 1910    | Mathias Kies-Humer |      |
| 1. Januar 1912     | Johann Jedinger    | (2.) |
| 18. Mai 1919       | Mathias Kies-Humer | (2.) |
| 17. September 1927 | Johann Greinöcker  |      |
| 1. Januar 1930     | Martin Moser       |      |
| 1. Januar 1938     | Josef Kröswang     |      |

(2.) … Zweite Amtszeit

## Wirtschaft, Infrastruktur, Kultur und Sehenswürdigkeiten

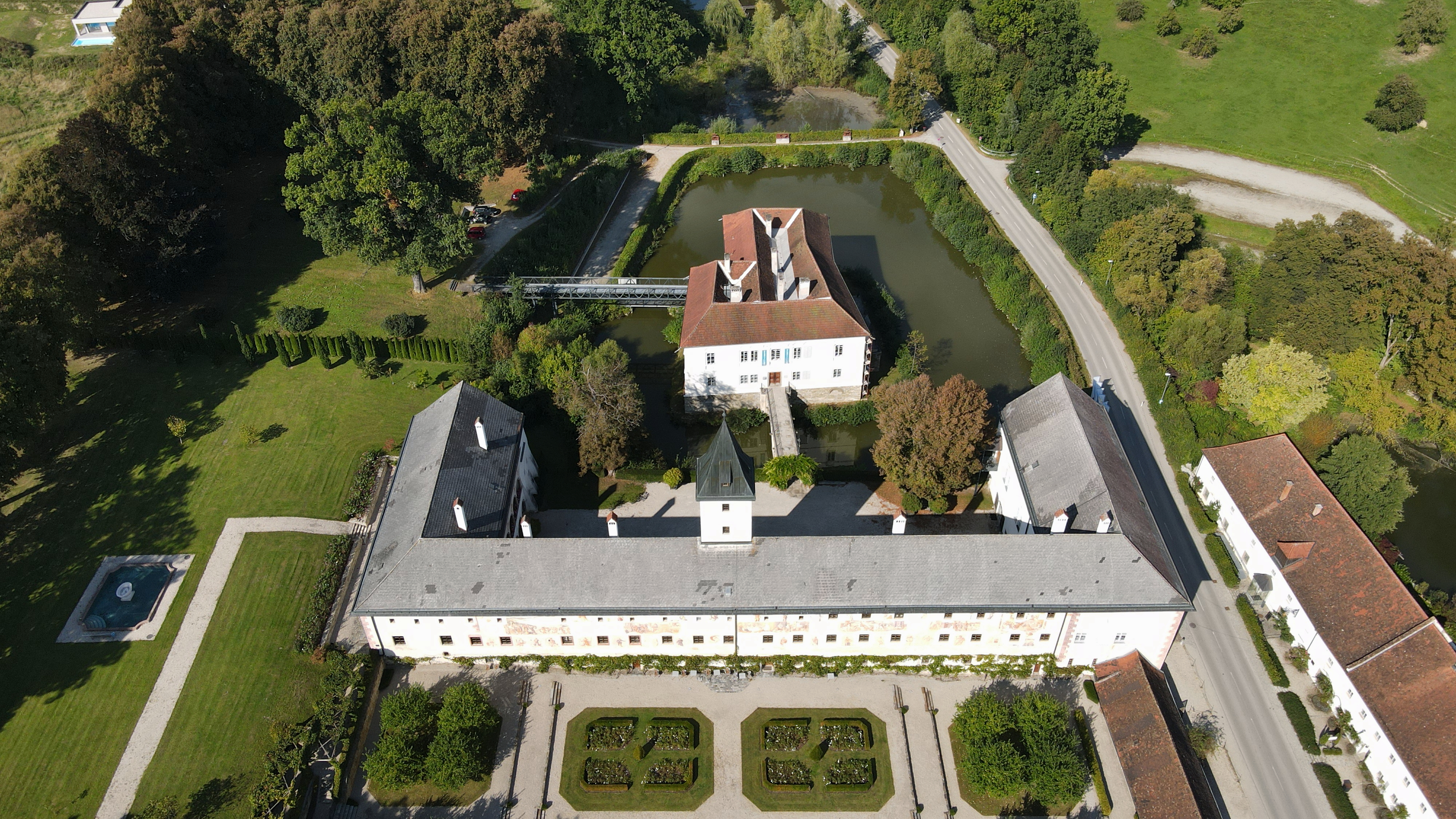
Land- und Wasserschloss Parz

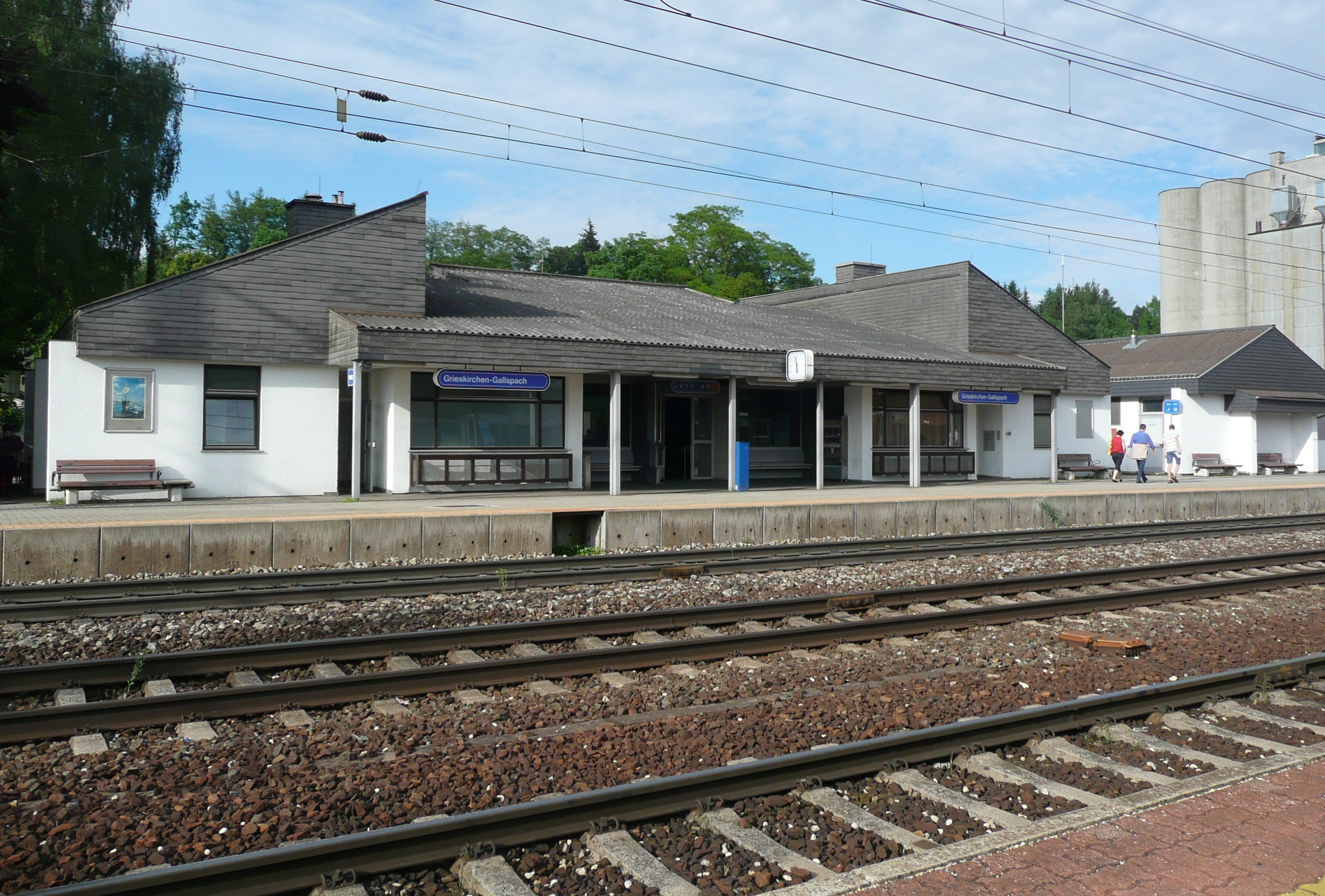
Bahnhof Grieskirchen-Gallspach

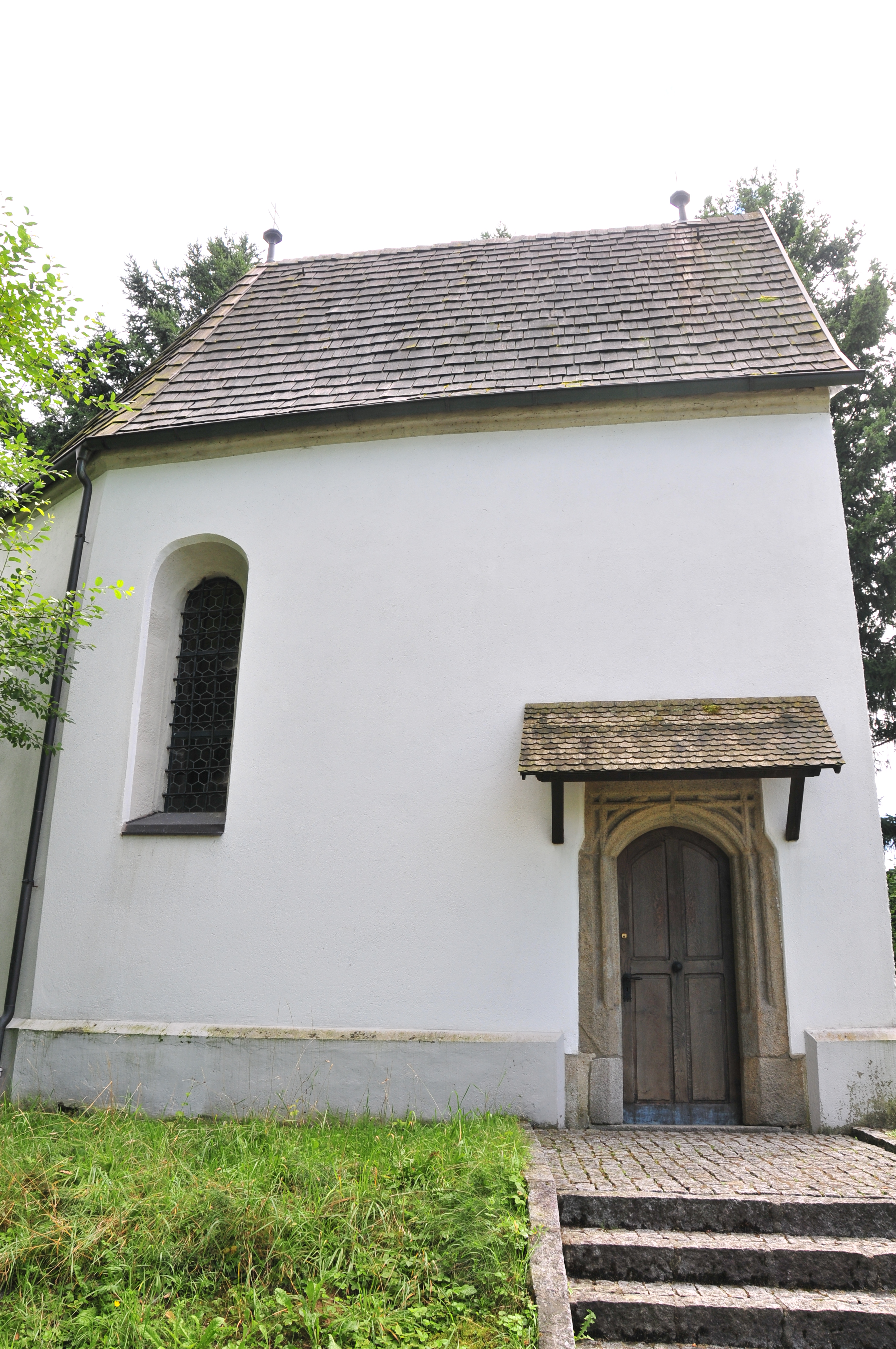
St. Anna-Kapelle

Südlich des Orts passieren hier parallel die B137 Innviertler Straße und die L528 Grieskirchner Straße (Trattnachtal von Taufkirchen bis Wallern), durch den Ort führt die L1191 Parzer Straße nach Kickendorf zur L1223 Pollhamer Straße Grieskirchen–Pollham.
Schon im Grieskirchner Teil liegt der Bahnhof Grieskirchen-Gallspach der Passauer Bahn Wels–Passau.
Im Ort:
- Schloss Parz, Veranstaltungens- und Ausstellungszentrum mit Schloss-Café, Wasserschloss Parz, Schlosswirt Parz im historischen Brauhaus
- St. Anna-Kapelle am Anna-/Parzberg

Unternehmen (im Industriegebiet Grieskirchen, KG Parz):
- Pöttinger Landtechnik
- Fröling Heizkessel- und Behälterbau

Ein Wanderweg, der Pollheimer Geschichtsweg (Nr. 901), verbindet die ersten Ansiedlungen des Geschlechts der Pollheimer. Er führt von Schmidgraben – Hainbuch (ehemalige Burg Pollham, 11. Jh.) nach Pollham (Kirche 14. Jh.) und weiter Scheiben (Alt-Polham) – Schamosberg  – Fürth zum Schloss Parz. Er wurde 2010 anlässlich der Landesausstellung ausmarkiert.